# Nacionalizacija
Nacionalizácija ali podržávljenje je dejanje prevzema zasebne lastnine (zemljišča, objekti) s strani države. Nasprotne dejanje je denacionalizacija.